# Michael Schenker

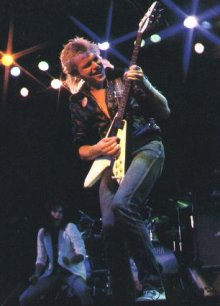
Michael Schenker, 1983

Michael Schenker (Sarstedt, 10 januari 1955) is een Duits gitarist, bekend van zijn on/off werk bij UFO, Scorpions en zijn eigen bands (MSG, Michael Schenker Group, McCauley Schenker Group, Michael Schenker's Temple of Rock). Schenker is de jongere broer van Scorpions-gitarist Rudolf Schenker en de oudere broer van hun in 2023 overleden zus en Viva-toetseniste Barbara Schenker. 

## Discografie
- Scorpions - Lonesome Crow - 1972
- UFO - Phenomenon - 1974
- UFO - Force it - 1975
- UFO - No heavy petting - 1976
- UFO - Lights out - 1977
- UFO - Obsession - 1978
- UFO - Strangers in the night - 1978
- Scorpions - Lovedrive - 1979
- MSG - The Michael Schenker Group - 1980
- MSG - MSG - 1981
- MSG - One night at Budokan - 1982
- MSG - Assault Attack - 1982
- MSG - Built to destroy - 1983
- MSG - Rock will never die - 1984
- MSG - Perfect timing - 1987
- MSG - Portfolio - 1987
- MSG - Save yourself - 1989
- Contraband - Contraband - 1991
- MSG - M.S.G. - 1998
- MSG - Nightmare - 1992
- MSG - Unplugged Live - 1993
- Michael Schenker - Thank You - 1993
- UFO - Walk on Water - 1995
- MSG - Written in the sand - 1996
- MSG - The Michael Schenker Story Live - 1997
- Michael Schenker - Thank You With Orchestra - 1998
- UFO - Werewolves of London (Live) - 1998
- MSG - The unforgiven - 1999
- MSG - The Unforgiven World Tour Live - 1999
- Michael Schenker - The Odd Trio - 2000
- UFO - Covenant - 2000
- Michael Schenker - Adventures of the imagination - 2000
- Michael Schenker - Dreams and expressions - 2001
- MSG - Be aware of Scorpions - 2001
- UFO, MSG, McAuley Schenker Group - "Doctor Doctor - Best" (1976-99) (digital remastered) - 2002
- UFO - Sharks - 2002
- Michael Schenker - Thank you 2 - 2002
- Michael Schenker - Thank you 3 - 2002
- MSG - Arachnophobiac - 2003
- Michael Schenker - Thank you 4 - 2003
- Schenker/Way - The Plot - 2003
- Schenker/Schugar - Under Construction (DEMO) - 2003
- Schenker Pattison Summit - The endless jam - 2004
- MSG - World Wide Live 2004 (dvd & cd) - 2004
- Siggi Schwarz/Schenker - Siggi Schwarz & the Electric Guitarlegends Vol. I - 2004
- Siggi Schwarz/Schenker - Live Together 2004 - 2004
- Siggi Schwarz/Schenker - Siggi Schwarz & the Rocklegends WOODSTOCK Vol. II - 2005
- Schenker Pattison Summit - The endless jam continues - 2005
- MSG - Heavy Hitters - 2005
- MSG - Tales of Rock'N Roll - 2006
- MSG - In The Midst Of Beauty - 2008
- Schenker/Barden - Gypsy Lady - 2009 (Acoustic Project)
- Michael Schenker's Temple of Rock - 2011
- Michael Schenker's Temple of Rock - Live in Europe - 2012
- Michael Schenker's Temple of Rock - Bridge the Gap - 2013
- Michael Schenker's Temple of Rock - Spirit on a mission - 2015
- Michael Schenker Fest - Revelation - 2019

### Dvd's
| Dvd's met hitnoteringen in de Nederlandse Music Top 30 | Datum van verschijnen | Datum van binnenkomst | Hoogste positie | Aantal weken | Opmerkingen                           |
| ------------------------------------------------------ | --------------------- | --------------------- | --------------- | ------------ | ------------------------------------- |
| On a mission - Live in Madrid                          | 2016                  | 07-05-2016            | 15              | 1*           | als Michael Schenker's Temple of Rock |

- Bibsys: 10030072
- Biblioteca Nacional de España: XX1589293
- Bibliothèque nationale de France: cb13926714m (data)
- Gemeinsame Normdatei: 13450996X
- International Standard Name Identifier: 0000 0000 7839 2543
- Library of Congress Control Number: n87104568
- MusicBrainz: 2bc078c7-bf5c-4d01-b255-6588f82f2ccf
- Bibliotheek van het Japanse parlement: 00621442
- Nationale Bibliotheek van Tsjechië: ola2002151797
- Nederlandse Thesaurus van Auteursnamen: 07289413X
- Virtual International Authority File: 37104304
- WorldCat: E39PBJcGjtwdqXKjPY386CHV4q